# Ausztria javasolt világörökségi helyszínei
Ausztria területéről eddig tizenkét helyszín került fel a világörökségi listára,tíz helyszín a javaslati listán várakozik a felvételre. 
| Megnevezés                              | Kép | Típus      | Kritérium          | Év   | Link |
| --------------------------------------- | --- | ---------- | ------------------ | ---- | ---- |
| Innsbruck-Nordkette/Karwendel kultúrtáj |     | kulturális | I, II, III, IV     | 2002 | 19   |
| Erzberg és Steyr óvárosa                |     | kulturális | I, II, III, IV     | 2002 | 20   |
| Bregenzerwald                           |     | kulturális | IV, V              | 1994 | 27   |
| Kremsmünsteri apátság                   |     | kulturális | I, II, III, IV, VI | 1994 | 28   |
| Heiligenkreuzi apátság                  |     | kulturális | I, II, III, IV     | 1994 | 30   |
| Hochosterwitz                           |     | kulturális | I, III, IV         | 1994 | 31   |
| Gurki székesegyház                      |     | kulturális | I, III, IV         | 1994 | 32   |
| Magas-Tauern Nemzeti Park               |     | természeti | VII, VIII, IX, X   | 2003 | 1645 |
| Halli pénzverde                         |     | kulturális | I, II, IV          | 2013 | 5801 |
| Großglockner alpesi út                  |     | kulturális | I, II, IV          | 2016 | 6074 |

## Elhelyezkedésük
Ausztria javasolt világörökségi helyszínei